# Bad Waltersdorf
Bad Waltersdorf osztrák mezőváros Stájerország Hartberg-fürstenfeldi járásában. 2017 januárjában 3803 lakosa volt.

## Elhelyezkedése

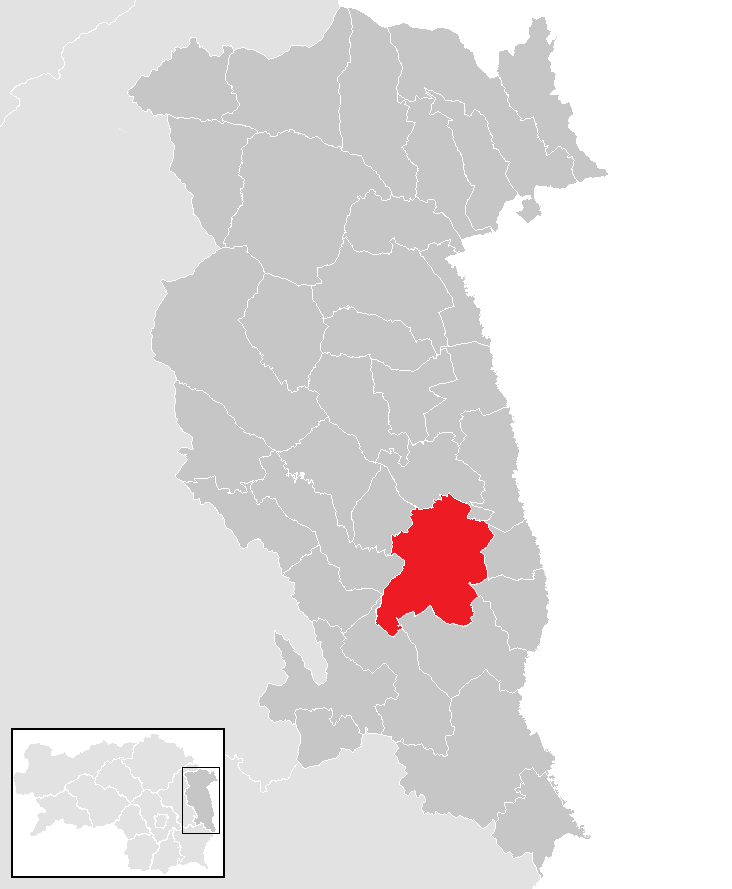
Bad Waltersdorf a Hartberg-fürstenfeldi járásban

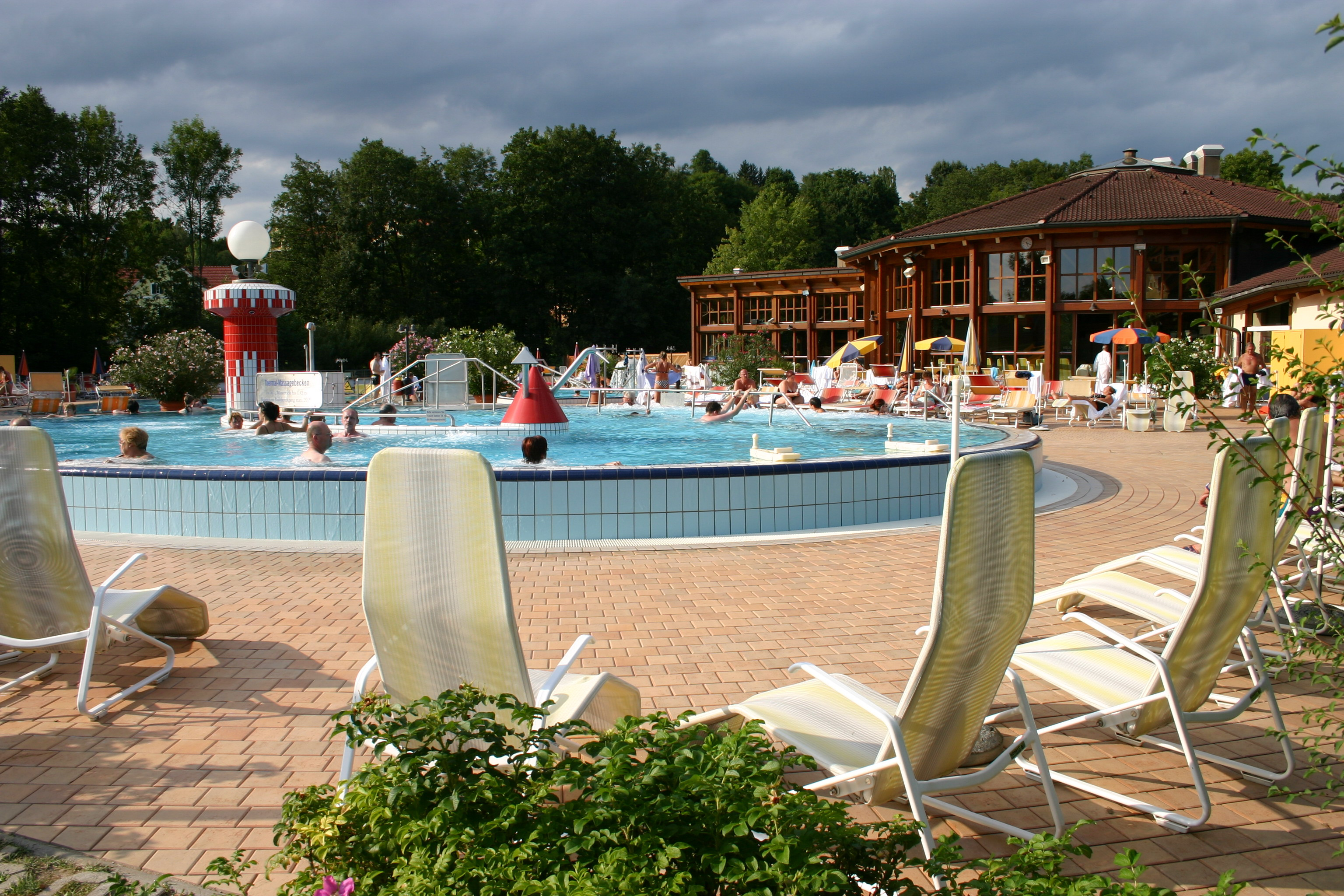
A termálfürdő

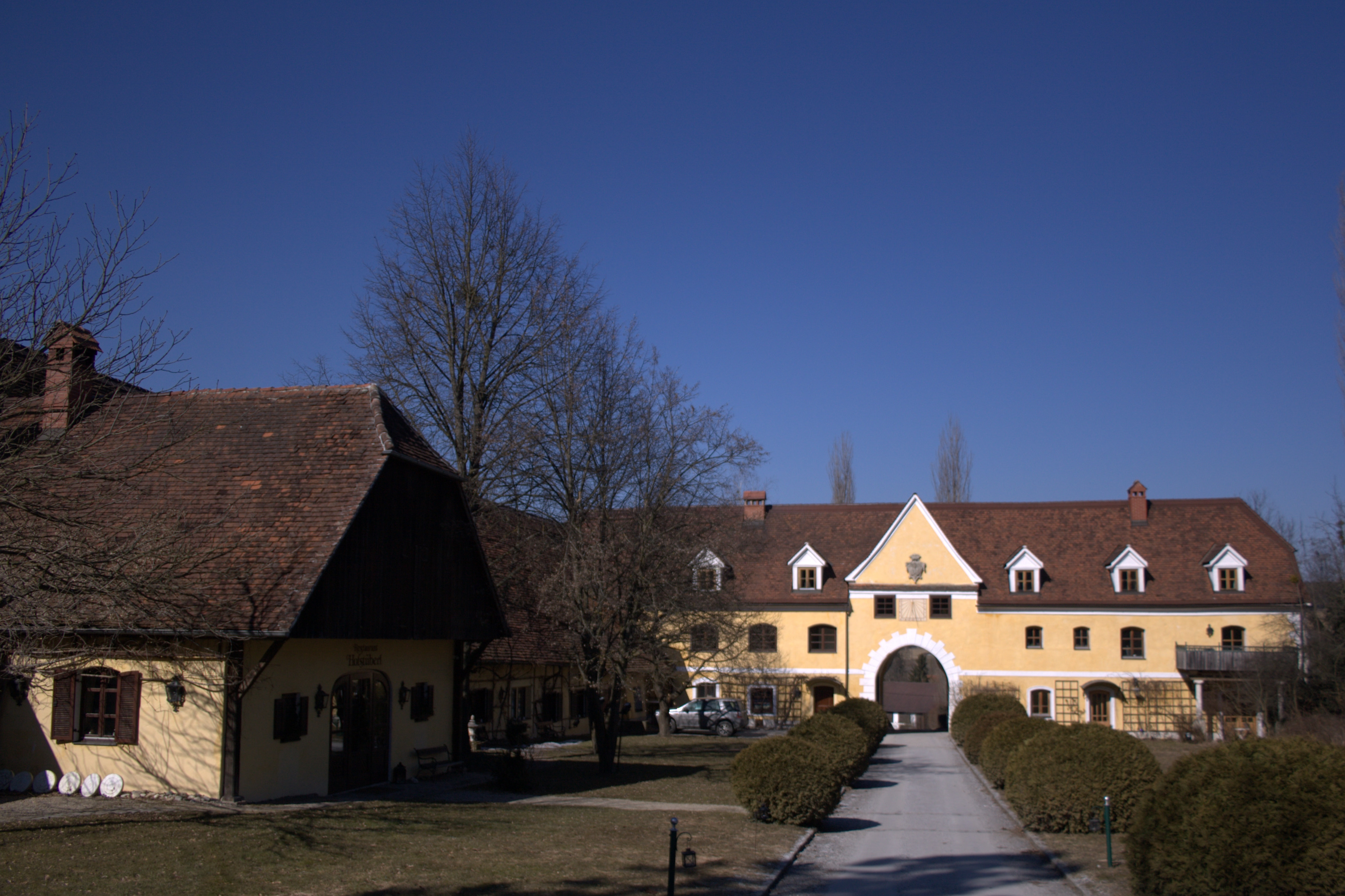
Az Obermayerhofen-kastély

Bad Waltersdorf a Kelet-stájerországi dombságon fekszik, félúton a járási központ Hartberg és volt járási székhely Fölöstöm között. Területén folyik össze a Pöllauer Safen és a Hartberger Safen, hogy aztán Safen néven haladjon tovább. Az önkormányzat 10 települést egyesít: Bad Waltersdorf (1012 lakos), Geier (230), Hohenbrugg (182), Leitersdorf bei Hartberg (502), Lichtenwald (69), Neustift bei Sebersdorf (170), Oberlimbach (108), Rohrbach bei Waltersdorf (281), Sebersdorf (727) és Wagerberg (425).  
A környező önkormányzatok: északra Buch-Sankt Magdalena, keletre Neudau, délkeletre Burgau, délre Bad Blumau, délnyugatra Großwilfersdorf, nyugatra Hartl, északnyugatra Ebersdorf.

## Története
A város területe már a római időkben lakott volt, az ebből a korból álló származó leletekből a templom mellett  kis kiállítás tekinthető meg. A népvándorlás korában az itt lakók elmenekültek. A 6. században szlávok települtek meg (tőlük származik a Safen - "békás patak" - neve) majd Kelet-Stájerország avar, frank és a 9. század végén magyar uralom alá került, akiktől a németek a 10. században visszafoglalták. Az elnéptelenedett vidékre 1125 körül kezdtek németek betelepülni. Waltersdorf területe a neves bajor Aribo-nemzetségből származó Walter von der Traisen birtokában volt, akinek nevét az általa alapított település is viseli. A falut először 1170-ben említik az oklevelek. 
A magyar határhoz közeli települést a középkor során hol a magyarok, hol a törökök fosztották ki, de felgyújtották Bocskai hajdúi és Rákóczi kurucai is, legutoljára 1704-ben. Az alapvetően mezőgazdaságból élő faluban a 19. században fejlődésnek indult az ipar és a kereskedelem (évente négy vásárt is tartottak) és a gyarapodó Waltersdorf 1928-ban mezővárosi státuszt kapott. 
1939-ben mintegy kétszázan tüntettek a nemzetiszocialista gauleiter egyházellenes intézkedései miatt. A második világháború végén németországi és jugoszláviai menekülteket helyeztek ez Waltersdorfban. A visszavonuló német hadsereg egységeit a szovjetek bombázták és közben a mezővárosban is jelentős károk keletkeztek. A Vörös Hadsereg közvetlenül a fegyverszünet előtt, 1945. május 8-án vonult be Waltersdorfba. Az 1945 novemberi választásokon 97 waltersdorfi nem szavazhatott, mert előtte tagjai voltak az NSDAP-nek. 
1968-ban a szomszédos Wagerberg, Leitersdorf és Hohenbrugg községeket egyesítették Waltersdorf önkormányzatával. 1975-ben olajat kerestek a mezőváros területén, de helyette 1150 m-es mélységben termálvízre bukkantak. Erre bazírozva 1984-ben megkezdte működését Ausztria első geotermikus fűtőüzeme, 1984-től pedig a termálfürdő; utóbbi a turizmus jelentős fellendülését hozta magával. 1988-ban a mezőváros felvette a Bad Waltersdorf nevet. A 2015-ös stájerországi közigazgatási reform keretében a mezővároshoz csatolták az addig önálló Sebersdorf községet, illetve Limbach bei Neudau egy részét. 

## Lakosság

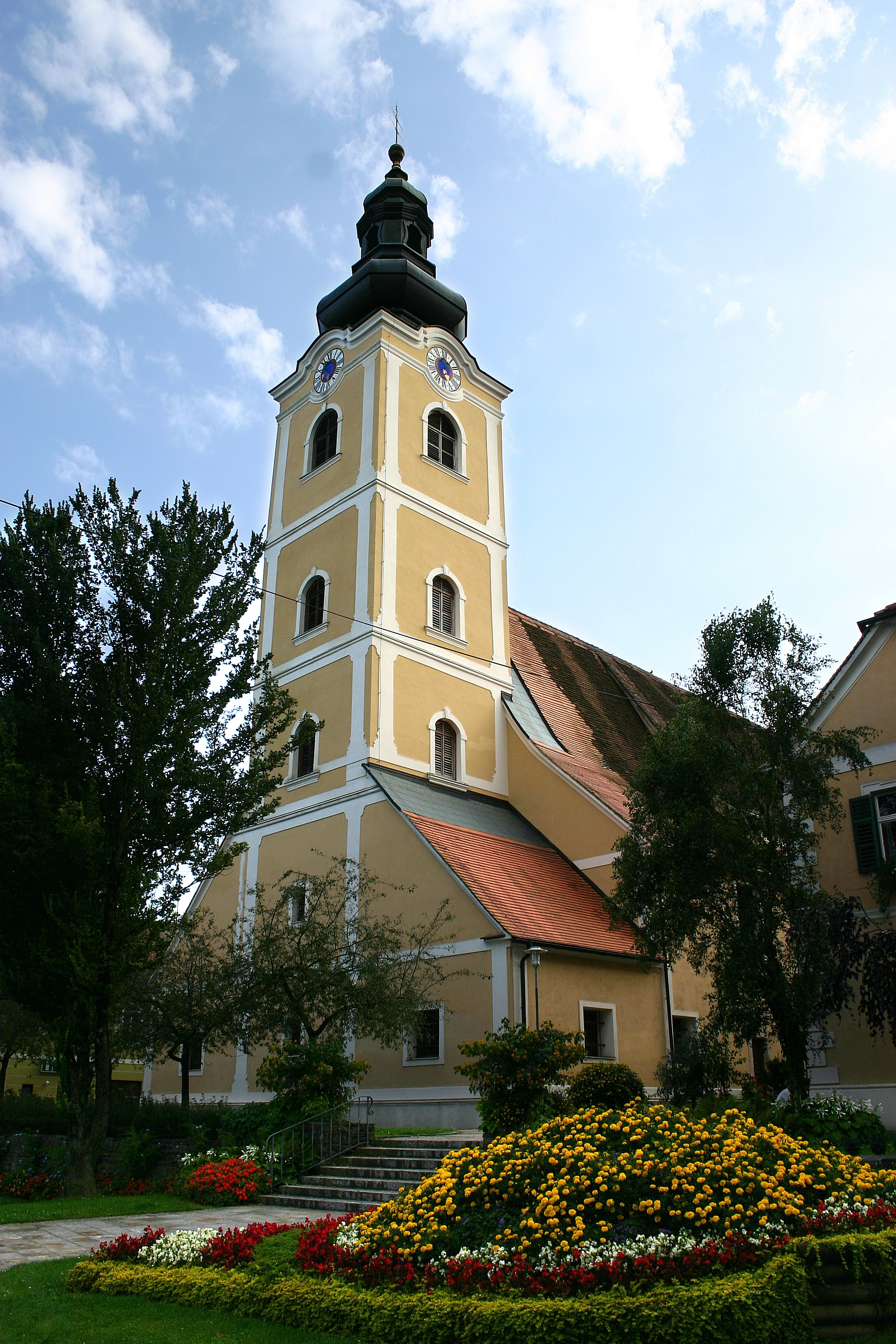
A Szt. Margit-templom

Az Bad Waltersdorf-i önkormányzat területén 2017 januárjában 3803 fő élt. A lakosságszám 1961 óta (akkor 3172 fő) növekvő tendenciát mutat. 2015-ben a helybeliek 94,9%-a volt osztrák állampolgár; a külföldiek közül 1,3% a régi (2004 előtti), 2,1% az új EU-tagállamokból érkezett. 0,4% a volt Jugoszlávia (Szlovénia és Horvátország nélkül) vagy Törökország, 1,3% egyéb országok polgára. 2001-ben a lakosok 94,4%-a római katolikusnak, 1,3% evangélikusnak, 2,5% pedig felekezet nélkülinek vallotta magát.

## Látnivalók
- az Obermayerhofen-kastélyt először 1315-ben említik. A 16. században a törökök erősen megrongálták, 1574-ben újjáépült. 1977-ben tulajdonosa, Harald Kottulinsky gróf szállodává alakította át.
- az Antiókhiai Szt. Margit-plébániatemplom 1690-ben kapta mai külsejét
- a termálfürdő
- a római múzeum
- a lichtenwaldi láp

## Fordítás
- Ez a szócikk részben vagy egészben  a   Bad Waltersdorf című német Wikipédia-szócikk ezen változatának fordításán alapul.  Az eredeti cikk szerkesztőit annak laptörténete sorolja fel. Ez a jelzés csupán a megfogalmazás eredetét és a szerzői jogokat jelzi, nem szolgál a cikkben szereplő információk forrásmegjelöléseként.